# Fackellauf (Antike)

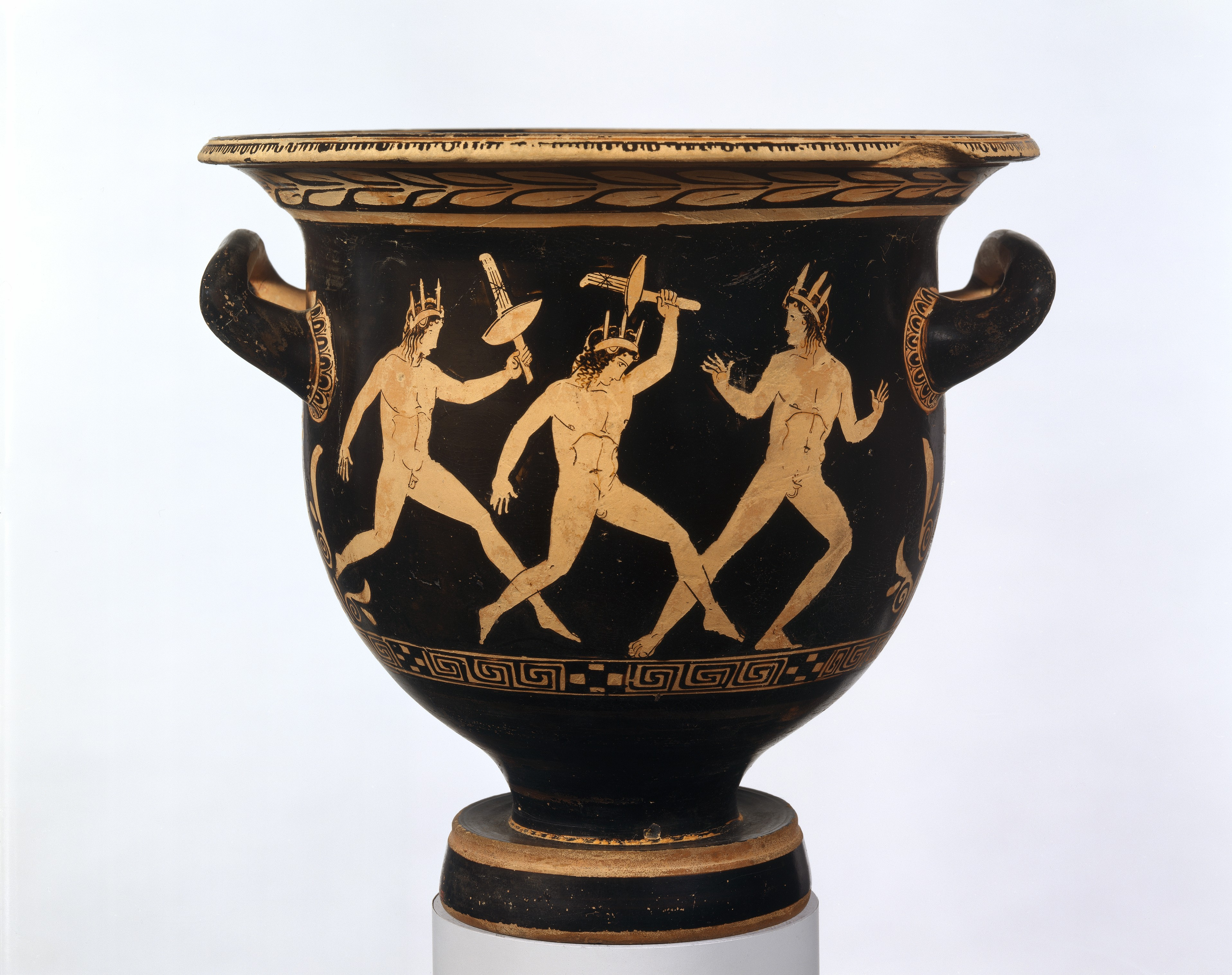
Ein Fackellauf auf einem attisch-rotfigurigen Glockenkrater des Kekrops-Malers, um 410/400 v. Chr., Metropolitan Museum of Art (56.171.49)

Ein Fackellauf war im antiken Griechenland ein nächtliches Wettrennen mit brennenden Wachsfackeln. Man versuchte, möglichst schnell ans Ziel zu gelangen, ohne die Fackel verlöschen zu lassen. Fackelläufe (griechisch lampadedromia) waren besonders in Athen beliebt. Sie wurden zu Ehren der Feuergötter abgehalten, an den Festen für Pan, Artemis, Hephaistos, an den Panathenäen und Prometheen.
Es gibt aber auch Berichte über Fackelläufe außerhalb von Athen: So ließ Alexander der Große einen Fackellauf in Susa aufführen, und auch bei einem Fest zu Ehren der Demeter auf Skyros kam der Fackellauf vor.
Seit Sokrates’ Zeiten gab es auch Fackelläufe zu Pferde.
Bei den Olympischen Spielen der Antike wurden keine Fackelläufe durchgeführt.